# 365 Dias
365 dni (bra: 365 Dias ou 365 DNI; prt: 365 Dias) é um filme polonês de suspense erótico de 2020, dirigido por Barbara Białowąs e Tomasz Mandes. Baseado no primeiro livro de uma trilogia escrita por Blanka Lipińska, a trama acompanha uma mulher de Varsóvia (Anna-Maria Sieklucka), presa a um relacionamento sem graça, que acaba se envolvendo com um homem siciliano e dominador (Michele Morrone). Ele a sequestra e lhe dá um período de 365 dias para se apaixonar por ele.
O filme foi lançado nos cinemas da Polônia em 7 de fevereiro de 2020 e, posteriormente, disponibilizado na Netflix em 7 de junho do mesmo ano. Rapidamente ganhou atenção mundial, tornando-se um dos títulos mais assistidos em diversos países e mantendo-se por um longo período como o mais visto da Netflix nos Estados Unidos. Apesar dessa popularidade, o filme foi duramente criticado pela imprensa especializada, que apontou uma glorificação desacerbada da máfia, romantização da Síndrome de Estocolmo  e o uso excessivo de cenas de sexo, incluindo violência sexual, com temas softcore. Comparado com a trilogia Fifty Shades of Grey, o longa é frequentemente citado como um dos piores filmes de todos os tempos.
Uma sequência, intitulada 365 dni: Ten dzień, foi lançada na Netflix em 27 de abril de 2022.

## Enredo
Após uma reunião entre a família mafiosa siciliana Torricelli e traficantes do mercado negro, Massimo Torricelli observa uma mulher linda chamada Laura Biel na praia. De repente, os traficantes atiram em Massimo e em seu pai; Massimo sobrevive, enquanto seu pai morre devido aos ferimentos.
Cinco anos depois, Massimo agora é o líder violento e cruel da criminosa família Torricelli. Em Varsóvia, Laura Biel, uma executiva de temperamento forte, está infeliz em seu relacionamento com o namorado Martin, que a rejeita quando ela tenta iniciar uma relação sexual. Durante a comemoração de seu 29º aniversário na Itália com suas amigas, Martin a envergonha publicamente. Chateada, Laura sai para caminhar sozinha e acaba cruzando o caminho de Massimo, que a sequestra.
Na sua mansão, Massimo revela a Laura que ela era a mulher que ele viu na praia cinco anos antes e que, desde que foi baleado e ficou entre a vida e a morte, não conseguia parar de pensar nela. Após anos de busca, ele finalmente a encontrou no aeroporto e decidiu que precisava tê-la. Ele então a sequestrou, com a intenção de mantê-la prisioneira por 365 dias, esperando que ela se apaixone por ele nesse período. Massimo promete não tocá-la intimamente sem seu consentimento, embora continue sendo fisicamente e sexualmente agressivo com ela. Ele oferece a Laura uma vida de luxo e, quando ela tenta escapar, ele ameaça sua família, mostra fotos que comprovam a infidelidade de Martin e informa que enviou uma carta de separação a Martin em nome dela. Sem meios de fuga e emocionalmente encurralada, Laura acaba cedendo.
Enquanto passam mais tempo juntos, Laura — ainda zangada e buscando provocar Massimo — o provoca usando lingerie e vestidos reveladores, mas continua recusando ter relações com ele. Aos poucos, ela o leva a se abrir sobre sua vida pessoal, criando uma tensão crescente entre os dois. Em um hotel em Roma, ela o provoca novamente, e Massimo, em resposta, a algema na cama. Laura é forçada a assistir enquanto ele recebe sexo oral de outra mulher. Depois, ele afirma que irá estuprá-la, deitando-se ao lado dela e acaricia seu corpo, fazendo com que ela pareça ceder. No entanto, ele interrompe o momento, a solta e ordena que ela se vista para irem a uma boate.
Na boate, Laura se exibe para Massimo e seus amigos, o que o irrita. Em seguida, ela começa a flertar com um homem de uma família mafiosa rival, que acaba apalpando-a contra sua vontade. Massimo e os outros sacam suas armas, e a situação se intensifica. Laura é tirada às pressas do local. Na manhã seguinte, ela acorda em um iate, onde ouve Massimo discutindo com seu colega mafioso, Mario. Durante a noite, Massimo atirou na mão do homem que a tocou, incitando uma guerra entre as duas famílias mafiosas. Mario insiste que Massimo deve se livrar de Laura, mas ele se recusa. Laura tenta se desculpar, mas Massimo a culpa pelo ocorrido. Eles discutem, e Laura acaba caindo na água. Massimo mergulha para salvá-la. Quando ela recobra a consciência, ele admite que estava com medo de perdê-la e diz que não suportaria isso. Nesse momento, Laura percebe que está apaixonada por Massimo. Os dois, então, passam horas fazendo sexo.
Mais tarde naquela noite, Massimo e Laura vão juntos a um baile de máscaras, onde uma mulher chamada Anna ameaça Laura. Massimo revela que já teve um relacionamento com Anna, mas que terminou tudo ao reconhecer Laura no aeroporto — como havia prometido a si mesmo: se algum dia a encontrasse, deixaria tudo por ela. Após o baile, Massimo e Laura fazem sexo novamente. Ele diz que vai mandá-la para visitar seus entes queridos em Varsóvia e promete encontrá-la assim que terminar seus negócios. No caminho para o aeroporto, Domenico, outro mafioso de confiança de Massimo, tenta acalmar Laura visivelmente nervosa, garantindo que Anna não fará mal a ela. No entanto, ele recebe uma ligação, muda de semblante, pede que Laura o espere em Varsóvia e sai apressado. 
Já em Varsóvia, Laura espera por Massimo durante dias, sem nenhum contato. Ela reencontra sua melhor amiga Olga e as duas vão a uma balada. Lá, Laura esbarra em Martin, que diz estar tentando encontrá-la para pedir desculpas e esclarecer as fotografias. Ele tenta convencê-la a reatar e a segue até o apartamento — onde Massimo está inesperadamente esperando. Martin vai embora, e, irritada por ter sido deixada sem notícias, Laura dá um tapa em Massimo. Ainda assim, os dois fazem sexo. Ao abrir a camisa dele, ela vê os ferimentos causados pela guerra entre as famílias mafiosas. Laura confessa que o ama. Na manhã seguinte, Massimo a pede em casamento, e ela aceita — com a condição de que ele mantenha sua "ocupação" em segredo diante de seus pais.
De volta à Itália, Mario informa Massimo sobre o aumento das tensões entre as famílias mafiosas. Laura comenta estar se sentindo mal, mas ignora a sugestão de procurar um médico. Eles conversam sobre o casamento que se aproxima, e ela insiste que sua família não deve comparecer, para que não descubram o verdadeiro "trabalho" de Massimo. No entanto, ele permite que Olga venha como dama de honra. Quando Olga chega para a visita, Laura revela que está grávida. Olga a incentiva a contar a Massimo sobre a gravidez. Enquanto isso, Mario recebe uma ligação de um informante da família Torricelli, avisando que a máfia rival está prestes a matar Laura. O carro em que ela está entra em um túnel… mas não sai do outro lado. Mario corre para encontrar Massimo no momento em que a ligação de Laura cai. Ao perceber o que pode ter acontecido, Massimo desaba, enquanto um carro da polícia é ouvido na entrada do túnel.

## Elenco

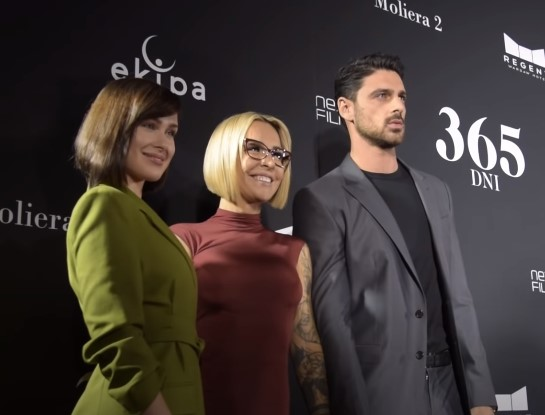
Michele Morrone, Blanka Lipińska e Anna-Maria Sieklucka em 2019

- Anna-Maria Sieklucka como Laura Biel
- Michele Morrone como Dom Massimo Torricelli
- Bronisław Wrocławski como Mario
- Otar Saralidze como Domenico
- Magdalena Lamparska como Olga
- Natasza Urbańska como Anna
- Grażyna Szapołowska como Klara Biel, mãe de Laura
- Tomasz Stockinger como Tomasz Biel, pai de Laura
- Gianni Parisi como o pai de Massimo
- Mateusz Łasowski como Martin
- Blanka Lipińska como noiva[16]

## Produção

### Filmagens
As cenas do filme foram filmadas principalmente na Polônia (Varsóvia, Cracóvia e Niepołomice) e Itália (Sanremo).

### Trilha sonora
A música-tema do filme, "Feel It", assim como as faixas "Watch Me burn", "Dark Room" e "Hard for Me" são interpretadas por Morrone. As músicas "I See Red", "Give 'Em Hell" e "Wicked Ways" são cantadas pelo dueto Everybody Loves an Outlaw, também conhecido como Bonnie and Taylor Sims. "I See Red" alcançou o primeiro lugar na parada Viral 50 do Spotify nos EUA, também figurando entre as cinco mais tocadas. Tanto Morrone quanto Everybody Loves an Outlaw entraram no top 10 do Breakthrough 25 da Rolling Stone.

## Lançamento
365 dni foi lançado na Polônia em 7 de fevereiro de 2020, arrecadando US$ 9 milhões. No Reino Unido, o filme recebeu um lançamento limitado nos cinemas em 14 de fevereiro de 2020 e arrecadou US$ 494,181, antes de estrear na Netflix em junho de 2020.

## Recepção

### Audiência

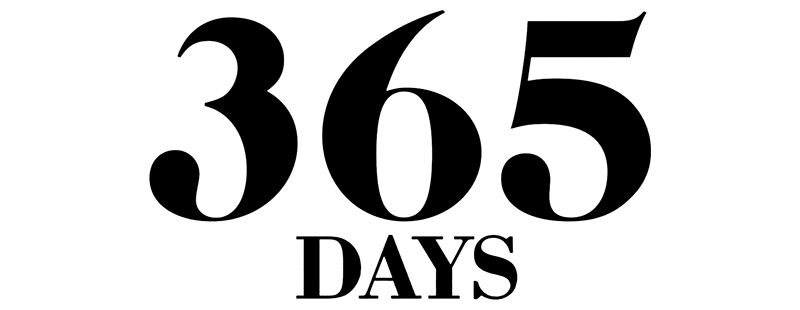
Logo do filme em inglês

O filme ficou entre os três títulos mais assistidos da Netflix em diversos países, incluindo Alemanha, Brasil, Arábia Saudita, Líbano, Lituânia, Suíça, Holanda, Bélgica, Turquia, Suécia, Áustria, República Tcheca, Eslováquia, Grécia, Romênia, África do Sul, Portugal, Paquistão, Bangladesh, Índia, Emirados Árabes Unidos, Reino Unido, Maurício, Canadá, Israel, Nova Zelândia, Malásia e Estados Unidos. Foi o primeiro filme a ocupar o topo do ranking da Netflix nos Estados Unidos em dois períodos distintos: ficou em primeiro lugar por 4 dias, foi substituído por Da 5 Bloods, mas voltou ao topo 3 dias depois. No total, somou 10 dias como o filme mais assistido da plataforma nos EUA, sendo o segundo maior da história nas paradas.

### Resposta da crítica
365 dni foi frequentemente comparado ao drama erótico Fifty Shades of Grey, de 2015. O filme recebeu duras críticas por romantizar o sequestro e o estupro. No site agregador de críticas Rotten Tomatoes, o longa mantém um índice de aprovação de 0%, com base em 16 avaliações — nenhuma positiva —, obtendo uma classificação média de 1,9/10.
Jessica Kiang, da Variety, descreveu o filme como "totalmente terrível, politicamente questionável e, às vezes, hilariamente ridículo — uma maratona de sexo polonesa". O The Guardian, citando outras mídias — "a Variety chamou de 'tão besta que dói'". A Cosmopolitan disse que foi 'a pior coisa já vista'" — destacou os diálogos desastrosos do filme, o desenvolvimento raso dos personagens e as cenas de sexo "nada sensuais".
O cineasta Gaspar Noé também criticou duramente o filme, dizendo: "Tem também aquele filme polonês muito estúpido que ficou em primeiro lugar. É porque as pessoas precisam se masturbar. Têm um pênis ou… o contrário", explicou. "Elas só precisam brincar com seus brinquedinhos."

### Petição
Em 17 de junho de 2020, o coletivo feminista francês Collectif Soeurcières iniciou uma petição on-line no Change.org, direcionada à Netflix França, pedindo para que o filme fosse retirado da plataforma. Até 16 de agosto, a petição já havia alcançado 40.000 assinaturas. No dia 2 de julho de 2020, a cantora Duffy escreveu uma carta aberta ao CEO da Netflix, Reed Hastings, criticando o filme por glamourizar a violência sexual. "Isso não deveria ser considerado entretenimento de ninguém, nem descrito como tal, ou comercializado dessa forma", afirmou. Após isso, uma nova petição no Change.org, iniciada pela influenciadora digital Mikayla Zazon, obteve mais de 70.000 assinaturas. Em 8 de julho de 2020, o presidente do PTC, Timothy F. Winter, também solicitou que o filme fosse removido da plataforma.

### Nomeações
Em março de 2021, o filme foi indicado a seis prêmios Framboesa de Ouro, incluindo Pior Filme.
| Lista de prêmios e indicações | Lista de prêmios e indicações | Lista de prêmios e indicações                   | Lista de prêmios e indicações                                                                                | Lista de prêmios e indicações | Lista de prêmios e indicações |
| Prêmio                        | Data                          | Categoria                                       | Recipiente(s) e nomeação(ões)                                                                                | Resultado                     | Ref.                          |
| ----------------------------- | ----------------------------- | ----------------------------------------------- | --- | ----------------------------- | ----------------------------- |
| Golden Raspberry Awards       | 24 de abril de 2021           | Pior Filme                                      | Maciej Kawulski, Ewa Lewandowska e Tomasz Mandes                                                             | Indicado                      | [ 38 ]                        |
| Golden Raspberry Awards       | 24 de abril de 2021           | Pior Diretor                                    | Barbara Białowąs e Tomasz Mandes                                                                             | Indicado                      | [ 38 ]                        |
| Golden Raspberry Awards       | 24 de abril de 2021           | Pior Ator                                       | Michele Morrone                                                                                              | Indicado                      | [ 38 ]                        |
| Golden Raspberry Awards       | 24 de abril de 2021           | Pior Atriz                                      | Anna-Maria Sieklucka                                                                                         | Indicado                      | [ 38 ]                        |
| Golden Raspberry Awards       | 24 de abril de 2021           | Pior Roteiro                                    | Tomasz Klimala and Barbara Białowąs & Tomasz Mandes e Blanka Lipińska; Baseado no romance de Blanka Lipińska | Venceu                        | [ 38 ]                        |
| Golden Raspberry Awards       | 24 de abril de 2021           | Pior Prequência, Refilmagem, Cópia ou Sequência | Pior Prequência, Refilmagem, Cópia ou Sequência                                                              | Indicado                      | [ 38 ]                        |

## Sequências
Os planos para uma sequência, intitulada Ten dzień, foram adiados devido à pandemia de COVID-19. Em maio de 2021, foi relatado que a Netflix havia iniciado as filmagens de duas sequências simultaneamente, com vários membros do elenco retornando. Morrone, Sieklucka e Lamparska foram confirmados como retornando. Os títulos das sequências foram referidos como 365 Days Part 2 e 365 Days Part 3. O segundo filme, rebatizado para 365 dni: Ten dzień, estreou na Netflix em 27 de abril de 2022. O terceiro filme, rebatizado para Kolejne 365 dni, estreou em 19 de agosto de 2022.